# 내 마음의 풍금
"내 마음의 풍금"은 이영재 감독의 대한민국의 1998년 드라마 영화이다. 1999년에 개봉을 하였는데 채시라가 여주인공 물망에 한때 거론됐으나 KBS 2TV 채시라의 세레나데 MC 스케줄과 맞물려 고사했다.

## 출연
- 이병헌 : 강수하 역
- 전도연 : 윤홍연 역
- 이미연 : 은희 역
- 전무송 : 황교장 역
- 최주봉 : 최주임 역
- 이인철 : 양동주 역
- 송옥숙 : 홍연 엄마 역
- 김선화 : 범수 엄마 역
- 이대연 : 조 선생 역
- 서혜보 : 유 선생 역
- 신신애 : 상주댁 역
- 이은영 : 강주 역
- 김재인 : 난희 역
- 권남희 : 남희 엄마 역
- 이인 : 순철 역
- 오현철 : 범호 역
- 김동영 : 5-1반 아이들 역